# Олга Земљак
Олга Миколајевна Земљак (укр. Ольга Миколаївна Земляк; Ровно, 16. јануар 1990) је украјинска атлетичарка, специјалиста за трчање на 400 метара. У репрезентацији Украјине поред трке на 400 м, чланица је штафете 4 х 400 м.

## Спортска биографија
Поред више успеха у јунорској конкуренцији Олга Земљак је 2009. била позитивна на норандростерон на Европском јуниорском првенству у Новом Саду, па јој је било забрањено такмичења за две године. Њени резултати са првенства су поништени, а Украјина је одузета златна медаља у штафети 4 к 400 метара.. Забрана такмичење престала је 24. августа 2011.
После издржане казне, сад већ сениорка вратила се на такмичења и на првом Европском првенству 2012 у Хелсинкију освојила златну медаљу са штафетом 4 х 400 м резултатом 3:25,07. У штафети су трчале, Јулија Олишевска, Олга Земљак, Наталија Пигида и Алина Логвиненко. Поред што су постале европске првакиње њихов резултат је био најбољи на европској ранг листи за 2012. годину.
На Летњим олимпијским играма 2012. у Лондону учествовала је само у трци штафета. Састав штафете био је незнатно измењен :Алина Логвиненко, Олга Земљак, Хана Јарушчук, Наталија Пигида. Иако су трчале најбоље у сезони 3:23,57, освојиле су четврто место иза штафета:САД, Русије и Јамајке.
Две године касније на Европском првенству 2014. у Цириху, постигла је велики успех јер је освојила две сребрне медаље: појединачно на 400 метара и са штафетом Наталија Пигида, Христина Стуј, Хана Рижикова и Олга Земљак.

## Значајнји резултати
| Датум | Такмичење                           | Место                  | Пласман | Дисциплина | Резултат | Детаљи                                    |
| ----- | ----------------------------------- | ---------------------- | ------- | ---------- | -------- | ----------------------------------------- |
| 2007  | Европски олимпијски фестивал младих | Београд                |         | 400 м      | 55,06    |                                           |
| 2008  | Светско првенство за јуниоре        | Бидгошч                |         | 4 × 400 м  | 3:34,20  |                                           |
| 2012  | Европско првенство                  | Хелсинки               | 4.      | 400 м      | 52,01    | Архивирано на веб-сајту (26. август 2014) |
| 2012  | Европско првенство                  | Хелсинки               |         | 4 × 400 м  | 3:25,07  | Архивирано на веб-сајту (26. август 2014) |
| 2012  | Олимпијске игре                     | Лондон                 | 4.      | 4 × 400 м  | 3:23,57  |                                           |
| 2013  | Европско првенство у дворани        | Гетеборг               | 5.      | 4 × 400 м  | 3:34,61  |                                           |
| 2014  | Европско екипно првенство           | Брауншвајг             |         | 400 м      | 52,28    |                                           |
| 2014  | Европско екипно првенство           | Брауншвајг             |         | 4 × 400 м  | 3:27,66  |                                           |
| 2014  | Европско првенство                  | Цирих                  |         | 400 м      | 51,36    |                                           |
| 2014  | Европско првенство                  | Цирих                  |         | 4 × 400 м  | 3:24,32  |                                           |
| 2015  | Светско првенство                   | Пекинг, Кина           | 27.     | 400 м      | 52,00    |                                           |
| 2015  | Светско првенство                   | Пекинг, Кина           | 5.      | 4 × 400 м  | 3:25,94  |                                           |
| 2016. | Европско првенство                  | Амстердам, Холандија   | 14      | 400 м      | 52,58    |                                           |
| 2016. | Европско првенство                  | Амстердам, Холандија   | 6.      | 4 × 400 м  | 3:27,64  |                                           |
| 2016. | Олимпијске игре                     | Рио де Женеиро, Бразил | 7.      | 400 м      | 51,24    |                                           |
| 2016. | Олимпијске игре                     | Рио де Женеиро, Бразил | 5.      | 4 × 400 м  | 3:26,64  |                                           |

## Лични рекорди
| Дисциплина           | Резултат | Датум             | Место |
| -------------------- | -------- | ----------------- | ----- |
| 400 метара           | 51,10    | 3. јун 2014.      | Кијев |
| 400 метара (дворана) | 52,67    | 16. фебруар 2012. | Суми  |